# دومينيك دونوا
دومنيك دونوا اسمها الحقيقي مارجريت لومسيل، ولدت في 27 أبريل 1876 بباريس وتوفت في 16 يناير 1959 بالأرديش. وهي كاتبة فرنسية، حصلت على جائزة فيمينا الأدبية عام 1928.